# Љубав на први поглед (филм из 2019)
Љубав на први поглед (енгл. Falling Inn Love) амерички је љубано-хумористички филм из 2019. године, у режији Роџера Камбла, по сценарију Елизабет Хакет и Хилари Галаној. Главне улоге глуме Кристина Милијан и Адам Демос. Приказан је 29. августа 2019. за Netflix.

## Радња
Када извршна директорка из Сан Франциска освоји гостионицу на Новом Зеланду, она напушта градски живот како би преуредила и преокренула рустикалну имовину уз помоћ згодног извођача радова.

## Улоге
| Глумац             | Улога           |
| ------------------ | --------------- |
| Кристина Милијан   | Габријела Дијаз |
| Адам Демос         | Џејк Тејлор     |
| Џефри Бојер Чапман | Дин Конор       |
| Ана Џулијен        | Шарлот Водсворт |
| Клер Читам         | Шели            |
| Блер Стренг        | Манаки          |
| Џонатан Мартин     | Питер           |
| Вилијам Вокер      | Норман          |
| Данијел Вотерсон   | Чад             |
| Симон Вокер        | Сејџ            |
| Арло Макдијармид   | др Кори Харисон |
| Џони Брајт         | Алан            |